# Tetragnatha similis
Tetragnatha similis là một loài nhện trong họ Tetragnathidae.
Loài này thuộc chi Tetragnatha. Tetragnatha similis được miêu tả năm 1849 bởi Nicolet.